# Colletes glycyrrhizae
Colletes glycyrrhizae är en biart som beskrevs av Jörgensen 1912. Colletes glycyrrhizae ingår i släktet sidenbin, och familjen korttungebin. Inga underarter finns listade i Catalogue of Life.